# Fundacja Inna Przestrzeń
Fundacja Inna Przestrzeń (FIP) – organizacja pozarządowa posiadająca status organizacji pożytku publicznego. Założona w 2006 roku w Warszawie. Prowadzi działalność w obszarach: międzynarodowej współpracy kulturalnej, praw człowieka, współpracy rozwojowej oraz upowszechniania wiedzy o innych kulturach i integracji imigrantów. Prezesem Fundacji jest Witold Hebanowski, przewodniczącym jej rady był Bogusław Stanisławski.

## Działalność fundacji
- działalność wydawnicza fundacji skupia się przede wszystkim na książkach z pogranicza sztuki, spraw społecznych i architektury -m.in. Architektura Cienia (tomy I, II, III), Ministry of Highways oraz Utopie Dnia Codziennego,
- Integracja uchodźców poprzez sport - projekt realizowany m.in. w ośrodkach dla cudzoziemców w różnych miejscach polski - skupia się na wsparciu kobiet-uchodźczyń poprzez różne dyscypliny sportowe (piłka nożna, wendo, jazda na rowerze).
- Kontynent Warszawa-Warszawa Wielu Kultur – portal upowszechniający wiedzę o różnorodności kulturowej Warszawy[1]
- Program Tybetański – członek International Tibet Network, kontynuuje działalność Polskiego Stowarzyszenia Przyjaciół Tybetu[2][3] (program został zawieszony w 2015 roku, obecnie działalność protybetańska fundacji skupiona jest wokół Galerii Tybetańskiej na Rondzie Tybetu).
- Ośrodek Sintar – centrum kultury i edukacji powstałe z inicjatywy uchodźców czeczeńskich - powstało w 2009 roku, w 2015 fundacja wspólnie z Instytutem Kultur Narodów Kaukazu powołały do życia Fundację Sintar Imienia Issy Adajewa, która kontynuuje działalność centrum (obecnie bez własnego lokalu).
- Pilotaż Warszawskiego Centrum Wielokulturowego – projekt wspierający aktywność społeczną i artystyczną cudzoziemców m.in. poprzez szkolenia i realizację wydarzeń. Ważnym elementem projektu jest budowanie koalicji międzysektorowej w celu usprawnienia pomocy kierowanej do cudzoziemców[4]. Pilotaż uwieńczyło powstanie Centrum Wielokulturowego w Warszawie przy pl. Hallera, działalność koalicji kontynuowana jest w Fundacji na rzecz Centrum Wielokulturowego w Warszawie, którą fundacja powołała do życia wraz z pięcioma innymi organizacjami pozarządowymi.
- Informator dla cudzoziemców – portal zawierający informacje przydatne cudzoziemcom przybywającym do Polski[5].

## Wydarzenia cykliczne
- Transkaukazja – międzynarodowy festiwal inspirowany współczesnym Kaukazem (w szczególności: Armenią, Gruzją i Azerbejdżanem). Organizowany od 2004[6][7][8].
- One Caucasus – międzynarodowy festiwal interdyscyplinarny organizowany na pograniczu Gruzji, Armenii i Azerbejdżanu (region Kvemo-Kartli) od 2014 roku[9].
- ArtZona – dni polskiej kultury alternatywnej na Kaukazie – festiwal organizowany w latach 2009-2012.
- Katalizator Inicjatyw Wielokulturowych (KIWi) – cykl warsztatów dla aktywnych migrantów i osób pochodzenia cudzoziemskiego, których inicjatywy są wspierane następnie niewielkim dofinansowaniem oraz wsparciem eksperckim.
- Ludzie z Kontynentu – projekt obejmujący cykl wydarzeń promujących twórczość artystów pochodzących z mniejszości narodowych i etnicznych oraz środowisk cudzoziemskich, którzy mieszkają i tworzą w Warszawie. W ramach cyklu promocja m.in. malarstwa, fotografii, muzyki, filmu, sztuk audiowizualnych, poezji, tańca. Organizowany od 2007[10].
- Wielokulturowe Warszawskie Street Party – cykliczny festiwal prezentujący wielokulturowość Warszawy. Organizowany od 2007[11][12][13][14]. W latach 2017–2018 festiwal nie był realizowany.